# Williamson (Iowa)
Pour les articles homonymes, voir Williamson.
Williamson est une ville du  comté de Lucas, en Iowa, aux États-Unis. Elle est incorporée le 14 juin 1922.

## Source de la traduction
- (en) Cet article est partiellement ou en totalité issu de l’article de Wikipédia en anglais intitulé « Williamson, Iowa » (voir la liste des auteurs).